# فردریک تریستان
فردریک تریستان (به فرانسوی: Frédérick Tristan) نویسنده و شاعر قرن بیستم میلادی اهل فرانسه و زاده 1931 در شهر سدان، آردن است. او در 1983 موفق به کسب جایزه گنکور شده است.